# Banaue
Banaue là một đô thị hạng 4 ở tỉnh Ifugao, Philippines. Theo điều tra dân số năm 2000, đô thị này có dân số 20.563 người trong 3.952 hộ. Ở đây có di sản thế giới ruộng bậc thang Banaue.

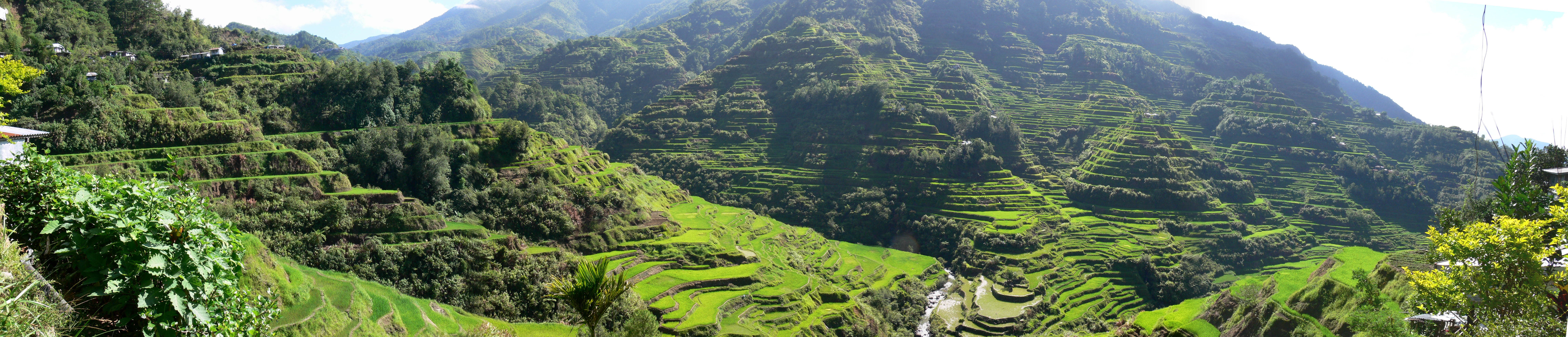
Ruộng bậc thang Banaue

## Các đơn vị hành chính
Banaue được chia ra 18 barangay.
| - Amganad - Anaba - Bangaan - Batad - Bocos - Banao - Cambulo - Ducligan - Gohang | - Kinakin - Poblacion - Poitan - San Fernando - Balawis - Uhah - Tam-an - View Point - Pula |